# ルース・セント・デニス
ルース・セント・デニス（英：Ruth St. Denis、1879年1月20日 - 1968年7月21日）は、アメリカのモダンダンスの開拓者。東洋の考え方を芸術に取り入れた。アメリカン・デニショーン・スクール・オヴ・ダンシング・アンド・リレイテッド・アーツの共同設立者であり、教え子には複数の著名なパフォーマーがいる。 

## 生涯
ルース・デニスは、ニュージャージー州の小さな農場で育ち、クリスチャン・サイエンスと神智学を学んだ。母親のルース・エマ・ハル・デニスは訓練を受けた医師、父親のトーマス・ラバン・デニスは発明家。子供の頃、フランソワ・デルサルテの社会体操と声の文化に基づくエクササイズを学ぶ。 これがセント・デニスの舞踊訓練の始まりであり、後に彼女のテクニックの発展において役立てられた。1894年、何年間ものデルサルト体操の訓練を経た後、ワースの家族劇場・博物館（Worth's Family Theatre and Museum）のスカート・ダンサーとして初舞台を踏む。この控えめなスタートから、やがてデニスは名高いプロデューサー・演出家のデヴィッド・ベラスコのツアーに加わるまでになる。1904年にベラスコ制作の『デュ・バリー夫人』で巡業していた時、彼女の人生を変える出来事が起きた。ニューヨークのバッファローで、劇団の他のメンバーと一緒にドラッグストアに行くと、タバコの「エジプトの神々」の広告ポスターを見たのである。ポスターには神殿に鎮座するエジプトの女神イシスが描かれていた。この図像はたちまちデニスを魅了し、女神のイメージから放たれる神秘主義を表現するダンスを作ろうと直感した。以来、デニスは東洋の哲学に没頭することになる。
1905年、デニスはベラスコの劇団を離れ、単独のアーティストとしての活動を始める。最初のヨーロッパ巡演を行い、セント・デニス（St. Denis）の芸名を使い始めたのはこの頃である。 晩年に最後のリサーチ・アシスタントであるポール・ホッキングズに語ったところによれば、ライナーに乗る前に荷物とともにホテルで待っていた時、ルースの名前が書かれた荷物の周りを歩き回っていた母親がそこに「セント」を書き足したのだという。東洋への彼女の関心から生まれた最初の作品は、1906年に初演された『ラーダー（Radha）』である。ヒンドゥーの神話に基づくこの作品は、クリシュナ神の人間の恋人であるラーダーを演じるもので、レオ・ドリーブのオペラ『ラクメ』の音楽を使用している。五感の快楽が主題であり、当時の人々の東洋への関心に訴えた。振付は文化的に正確または正統的なものではなかったが、セント・デニスが東洋の文化から受け取った主題を表現したもので、当時の観客を大いに楽しませた。セント・デニスは、ダンスは精神的な表現であると考えており、振付もこの考えを反映している。 

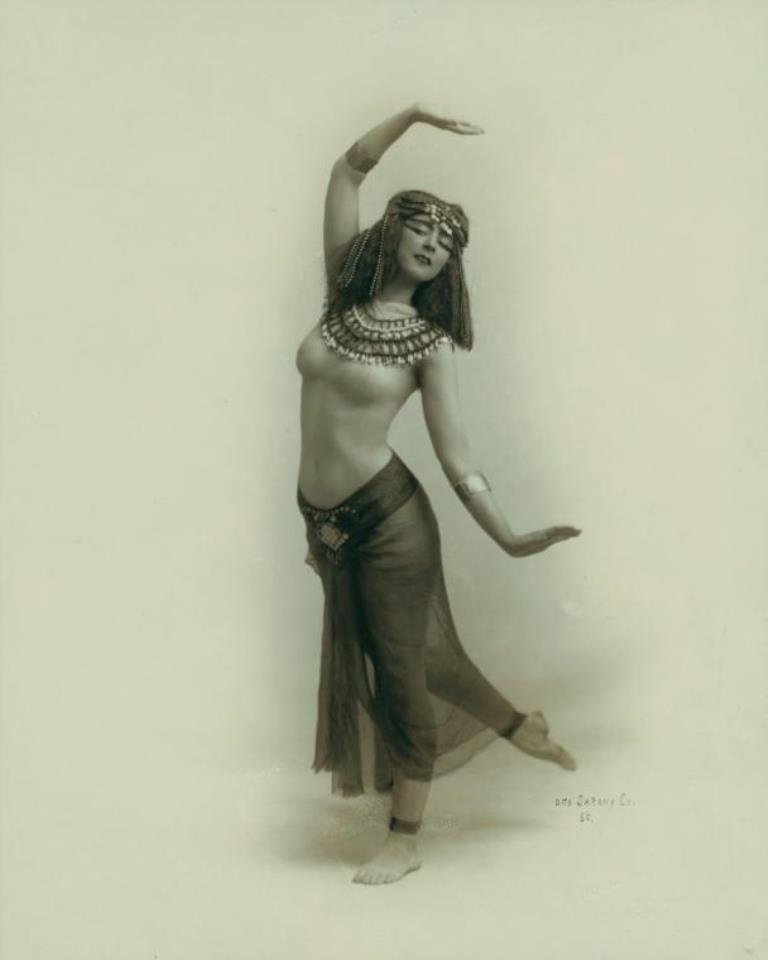
1910年、オットー・サロニー撮影。セント・デニスは、タバコの広告でエジプトの女神イシスの姿を見て、アジアのダンスの研究を始めた。夫のテッド・ショーンとともに「オリエンタル」な作品で知られた。

1911年、 テッド・ショーン という若いダンサーがデンバーでセント・デニスの舞台を見て、ただちに芸術的な愛の感情にとらわれた。 1914年、ショーンは彼女の生徒となり、すぐに芸術上のパートナー、そして夫となった。そしてともに「アメリカのモダンダンスの起源」ともいうべきデニショーンを設立する。 その有名な生徒の一人にはマーサ・グレアムがいる。セント・デニスとショーンがロサンゼルス・デニショーン学校を設立したのは1915年のことである。生徒たちは裸足でのバレエの動作を学び、世界各地の民俗舞踊、エミール・ジャック＝ダルクローズのリトミック、およびデルサルト体操を学んだ。1916年、彼らはエジプトをイメージしたダンス作品集を制作する。セント・デニスとショーンのデュエットである Tillers of the Soil や、男性のみによるピュリケーはその一部である。 東洋をめぐるセント・デニスの探究は続き、1923年にはバビロニアの女神を描いた Ishtar of the Seven Gates を初演。セント・デニスとショーンは、1910年代と1920年代を通じて巡演を行い、しばしばヴォードヴィルの舞台でも作品を上演した。
デニショーン舞踊団は1925年から1926年にかけて、日本からインドまでに渡る大規模なツアーを行い、各地の舞踊家たちと交流した。日本では七代目松本幸四郎から『紅葉狩』を習い、レパートリーに入れている。中国では梅蘭芳と会い、『覇王別姫』を基にした作品を作った。インドでは、インド舞踊に基づく作品を上演して熱狂的な反響を得た。
デニショーンで学んだ生徒たちの内、よく知られるダンサーとしては他にドリス・ハンフリー、リリアン・パウエルエヴァン・バロウズフォンテーヌ、チャールズ・ワイドマン
、などがいる。グレアム、ハンフリー、ワイドマン、そして後に無声映画のスターとなるルイーズ・ブルックスはいずれもデニショーン舞踊団のダンサーであった。デニショーンでは、セント・デニスが若い生徒たちにインスピレーションを与え、ショーンがテクニック・クラスを指導した。セント・デニスとショーンは、伝説的なダンス・フェスティヴァル「ジェイコブズ・ピロー」の設立にも深く関わっている。 
1930年までにデニショーンは解散するが、セント・デニスはダンス、教育、振付の仕事を独自に続け、他のアーティストとのコラボレーションも行った。セント・デニスは、東洋の神秘から、リズミック・コアー・オヴ・ダンサーズ（Rhythmic Choir of Dancers）による宗教とダンスの組み合わせへと移行した。 これらの作品を通じて、セント・デニスはかつて自ら女神になることを希求したのと同じ仕方で、聖母マリアになろうとしたのだと言われる。 1938年、セント・デニスはアデルフィ大学に舞踊プログラムを設立した。これはアメリカの大学で最も早く設立された舞踊学科の一つであり、今では同大学の舞台芸術部門の要となっている。1940年には2つ目の学校としてナタヤ学校を共同設立し、オリエンタル・ダンスの指導に力を入れた。長年、セント・デニスはカエンガ大通り西3433（ユニヴァーサル・シティの近く）にある自身のスタジオでダンスを教えていた。1962年9月16日の日曜日、セント・デニスは興行師のレイモンド・D・ボーマンと組み、スタジオでバリ島の影絵芝居（ワヤン・クリ）の8時間以上に渡る上演を行った。これはアメリカ初の試みであった。

## 死
ルース・セント・デニスは、1968年7月21日、心臓発作のためロサンゼルスのハリウッド長老教会病院で亡くなった。89歳だった。 

## 後世への遺産
セント・デニスが残した遺産は、東洋風のダンス作品のレパートリーのみならず、後にモダンダンスの世界で中心的存在となったデニショーンの生徒たちも含まれる。現在、多くの舞踊団が、セント・デニスの代表的なソロ作品集をレパートリーに入れている。例えばモダンダンスの開拓者たちによる有名なソロ作品のショーケース The Art of the Solo プログラムなどである。2006年9月29日には、セント・デニス初期のソロ作品（Incense や Legend of the Peacock など）がボルチモア美術館で上演されている。100周年記念行事では、ギリシャのアナスタシア・タマキス伯爵の委嘱による『ラーダー』の蘇演が含まれていた。このプログラムのディレクターであるミノ・ニコラスがこうした主要なソロ作品の復元に尽力した。1987年、セント・デニスは国立ダンス博物館のコーネリアス・ヴァンダービルト・ホットニー夫妻記念殿堂に登録された。  国際組織「世界平和のダンス」は、その創作における発想がルース・セント・デニスに多くを負っていると表明している。 「世界平和のダンス」では、スピリチュアル・ダンスと身体の神秘主義に関するセント・デニスの未発表原稿を数多く出版している。